# Fahrpanzer

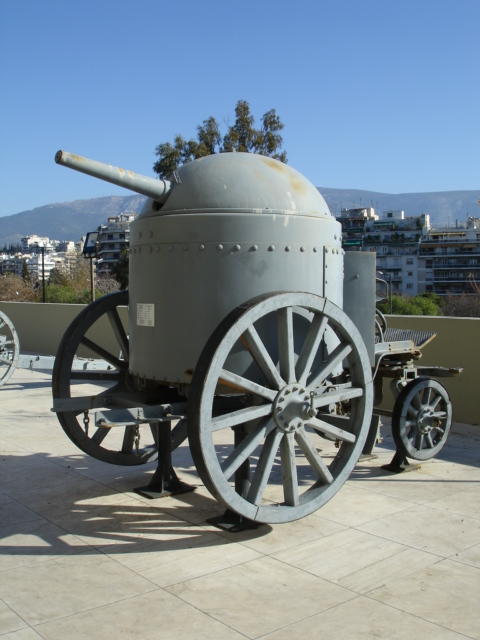
Fahrpanzer klaar voor het transport over de weg

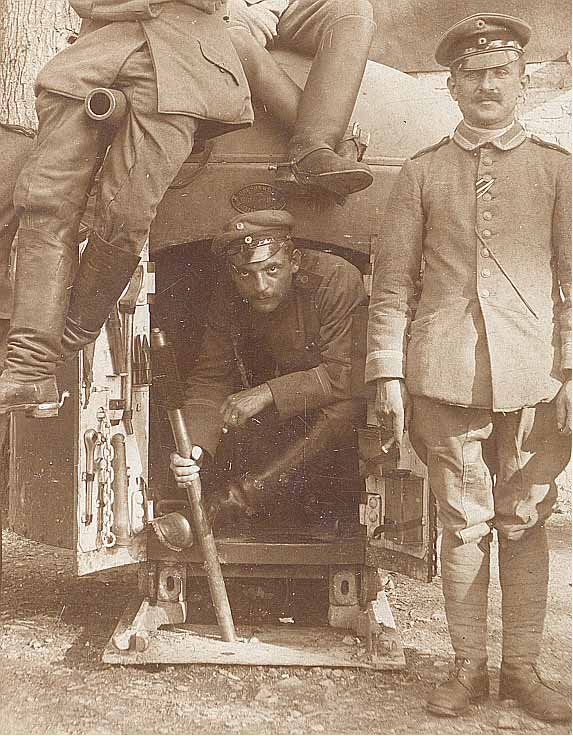
De bemanning

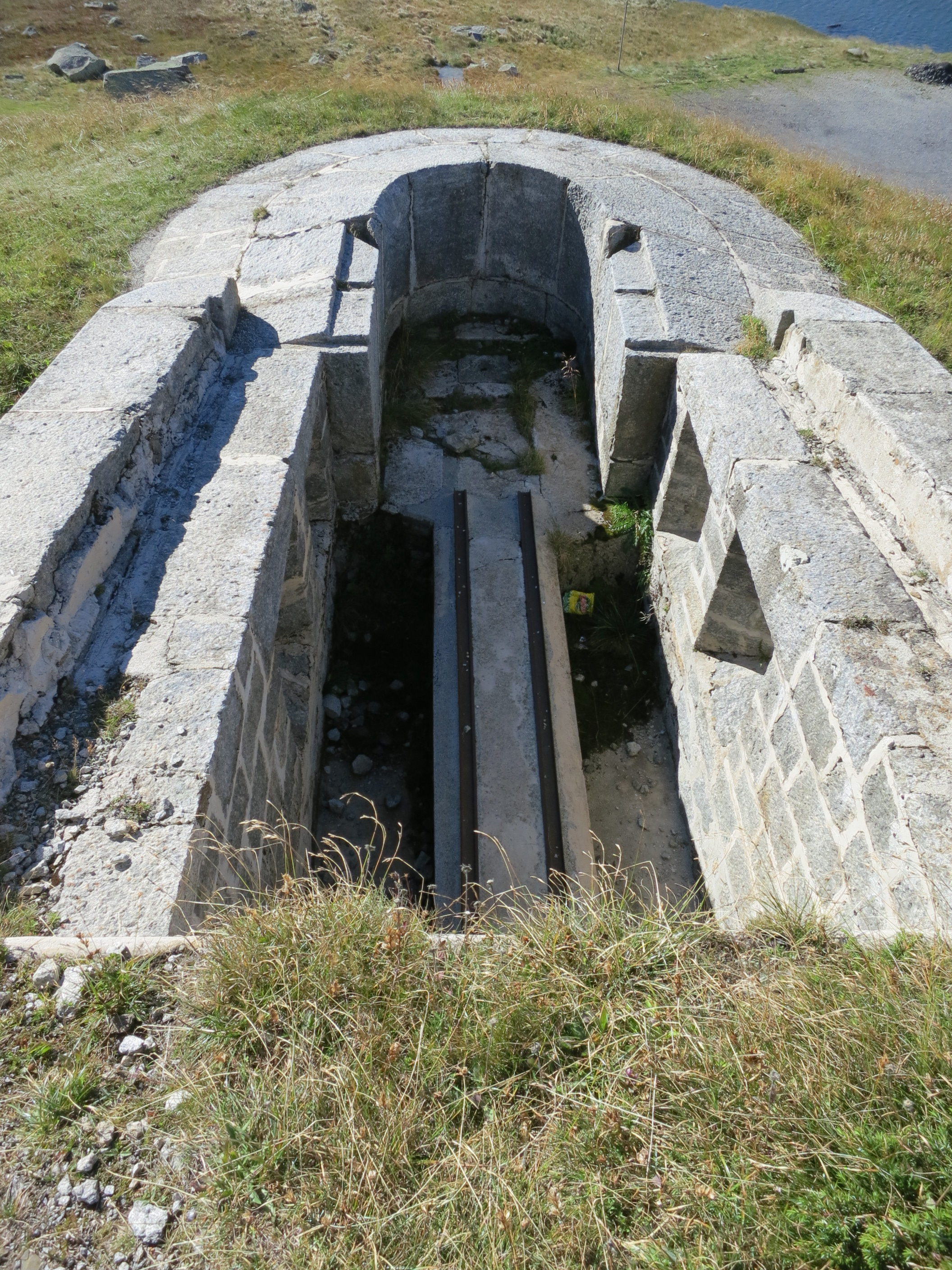
Geprepareerde opstelling voor een fahrpanzer in Fort Hospiz (Zwitserland)

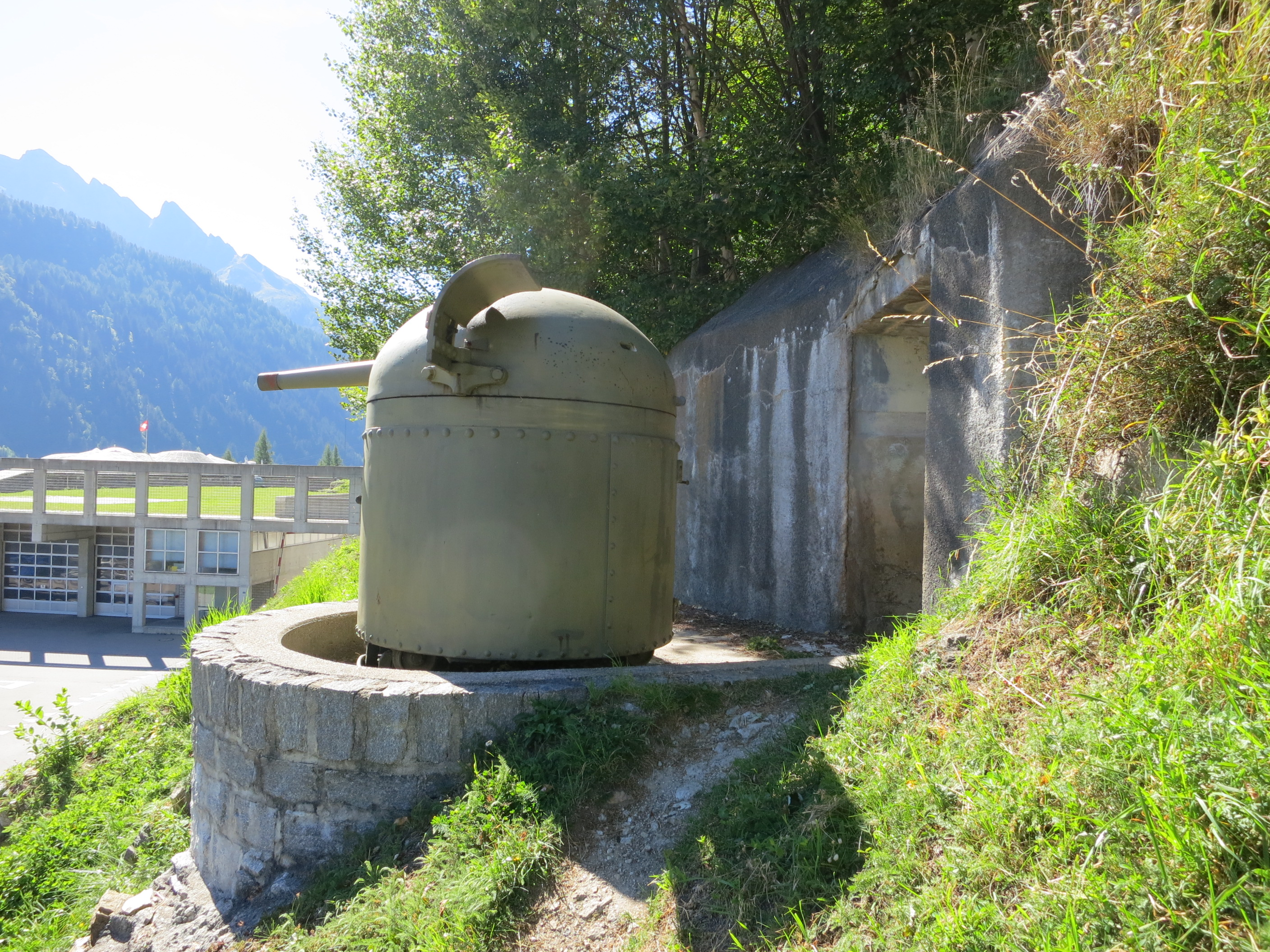
Fahrpanzer in Forte Airolo (Zwitserland)

De Fahrpanzer is een verrijdbaar stuk artillerie van voor de Eerste Wereldoorlog. Het werd in Duitsland gemaakt door Grusonwerk en werd vanaf 1890 in Duitse vestingwerken geplaatst. In het buitenland bestond ook belangstelling en Roemenië was een grote afnemer.
De Fahrpanzer is een mobiel en licht gepantserd stuk uitgerust met een klein kaliber kanon. Alleen het bovenste deel, de feitelijke geschuttoren met kanon, is volledig draaibaar. De ontwikkelaars van het wapen zijn Maximilian Schumann en Hermann Gruson.
Het cilindrische geheel bestaat uit twee delen. Het onderste deel is niet draaibaar en hier zit de bemanning van een persoon. Een tweede bemanningslid zorgde voor de aanvoer van granaten van buiten. De ruimte was heel klein en de bewegingsvrijheid beperkt. Aan de achterzijde zit een deur. In het bovenste deel zit het kanon en dit deel is volledig draaibaar. Het pantser is dun en biedt alleen bescherming tegen lichte wapens.
De bewapening bestond uit een 53mm-snelvuurkanon van Gruson. Het verschoot granaten van 1,75 kg met een mondingssnelheid van 495 m/s. De vuursnelheid lag op 30 granaten per minuut. De rotatie was 360 graden en de elevatie lag tussen de -5 en +10 graden.
Voorzien van grote wielen werden de fahrpanzers door paarden getrokken, In een vaste opstelling in een fort was het geheel op spoorwielen en rails geplaatst. Werd het fort beschoten dan stond de fahrpanzer veilig in een bomvrije ruimte, en werd naar buiten gereden om zelf granaten af te vuren.
Vóór de Eerste Wereldoorlog werd het ook geëxporteerd. Roemenië was een grote klant en kocht 213 exemplaren, Bulgarije nam 30 stuks af en ook Zwitserland, Denemarken en Griekenland plaatsten bestellingen. Het Nederlandse leger heeft één dergelijk kanon met een kaliber van 57mm in deze verrijdbare affuit beproefd in 1897. Na de beproevingen is besloten om het kanon niet op te nemen in de bewapening.
De Fahrpanzers raakten verouderd met de introductie van geschut in hefkoepels.

## Naslagwerken
- (de)  Maximilian Schumann, Die Bedeutung drehbarer Geschützpanzer (Panzerlaffeten) für permanente Befestigung, 2 Bände, Potsdam 1885
- (de)  Julius von Schütz, Die Panzerlaffeten auf den Schiessplätzen des Grusonwerkes bei Magdeburg-Buckau und Tangermünde, Zweite vervollständigte Auflage 1889